# Facundo Crisafulli
Facundo Crisafulli, né le 20 mars 1996 à Junín, est un coureur cycliste argentin.

## Palmarès sur route

### Par année
- 2013
  -  Champion d'Argentine du contre-la-montre juniors
- 2014
  - 3e du championnat d'Argentine du contre-la-montre juniors
- 2016
  - 3e du championnat d'Argentine du contre-la-montre espoirs
- 2017
  - Prologue de la Doble Bragado (contre-la-montre par équipes)
  - 3e du championnat d'Argentine du contre-la-montre espoirs

### Classements mondiaux
| Année            | 2017 |
| ---------------- | ---- |
| UCI America Tour | 283e |

## Palmarès sur piste

### Championnats panaméricains
- Aguascalientes 2018
  - Sixième de la poursuite par équipes (avec Tomás Contte, Rubén Ramos et Iván Gabriel Ruiz)[2].

### Championnats nationaux
- 2017
  -  Champion d'Argentine du scratch[3]
- 2019
  - 3e du championnat d'Argentine de course aux points